# Harry McCoy
Harry McCoy (Filadelfia, 10 dicembre 1893 – Hollywood, 1º settembre 1943) è stato un attore, sceneggiatore e regista statunitense.

## Filmografia parziale

### Attore
- Fatty and Minnie He-Haw, regia di Roscoe Arbuckle (1914)
- Fatty's Magic Pants, regia di Fatty Arbuckle (1914)
- Charlot ai giardini pubblici (Getting Acquainted), regia di Charles Chaplin (1914)
- Charlot in cerca di lavoro (His New Profession), regia di Charlie Chaplin (1914)
- Charlot sulla scena (The Masquerader), regia di Charlie Chaplin (1914)
- Charlot pittore (The Face on the Bar Room Floor), regia di Charles Chaplin (1914)
- Charlot trovarobe (The Property Man), regia di Charlie Chaplin (1914)
- Mabel si marita (Mabel's Married Life), regia di Charles Chaplin (1914)
- Mabel e Charlot venditori ambulanti (Mabel's Busy Day), regia di Mabel Normand (1914)
- Mabel's Blunder, regia di Mabel Normand (1914)
- Charlot falso barone (Caught in a Cabaret), regia di Mabel Normand (1914)
- Charlot e Mabel (Mabel at the Wheel), regia di Mabel Normand e Mack Sennett (1914)
- Charlot all'hotel (Mabel's Strange Predicament), regia di Mabel Normand (1914)
- In the Clutches of the Gang, regia di George Nichols e Mack Sennett (1914)
- Il fortunoso romanzo di Tillie (Tillie's Punctured Romance), regia di Mack Sennett (1914)
- Mabel and Fatty's Wash Day, regia di Fatty Arbuckle (1915)
- Fatty's Reckless Fling, regia di Fatty Arbuckle (1915)
- Fatty's Chance Acquaintance, regia di Fatty Arbuckle (1915)
- A Village Scandal, regia di Fatty Arbuckle (1915)
- A Hoosier Romance, regia di Colin Campbell (1918)
- Fair Enough, regia di Edward Sloman (1918)
- Il garage (The Garage), regia di Roscoe Arbuckle (1920)
- Heads Up, regia di Harry Garson (1925)
- Stick Around, regia di Ward Hayes (1925)
- Hearts of Men, regia di James P. Hogan (1928)

### Sceneggiatore
- His One Night Stand (1917)
- A Blonde's Revenge (1926)
- Kitty from Killarney (1926)
- The Jolly Jilter (1927)
- Catalina, Here I Come (1927)
- Broke in China (1927)
- Crazy to Act (1927)
- Love's Languid Lure (1927)
- The New Half Back (1929)
- Radio Kisses (1930)
- The Dog Doctor (1931)
- Poker Widows (1931)
- Dream House (1932)
- Counsel on de Fence (1934)

### Regista
- A Film Exposure (1917)
- His One Night Stand (1917)
- Pearls and Perils (1917)
- Oh Boy (1927)